# إيفيرارد جاكسون
إيفيرارد جاكسون (بالإنجليزية: Everard Jackson)‏ هو لاعب اتحاد الرغبي نيوزيلندي، ولد في 12 يناير 1914 في هاستينجس في نيوزيلندا، وتوفي في 20 سبتمبر 1975.